# Leonardo (Estación Espacial Internacional)

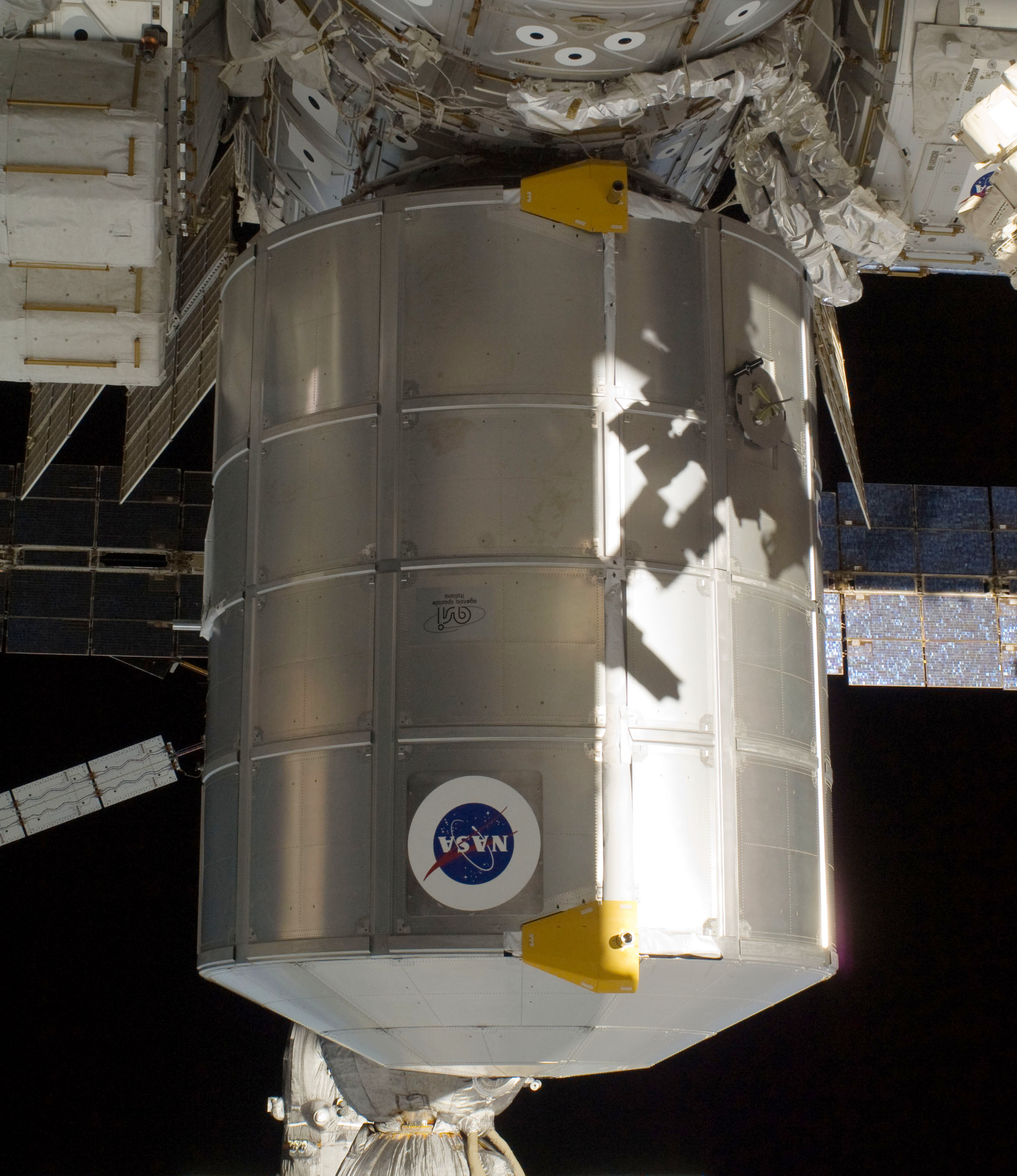
Módulo Permanente Multipropósito Leonardo.

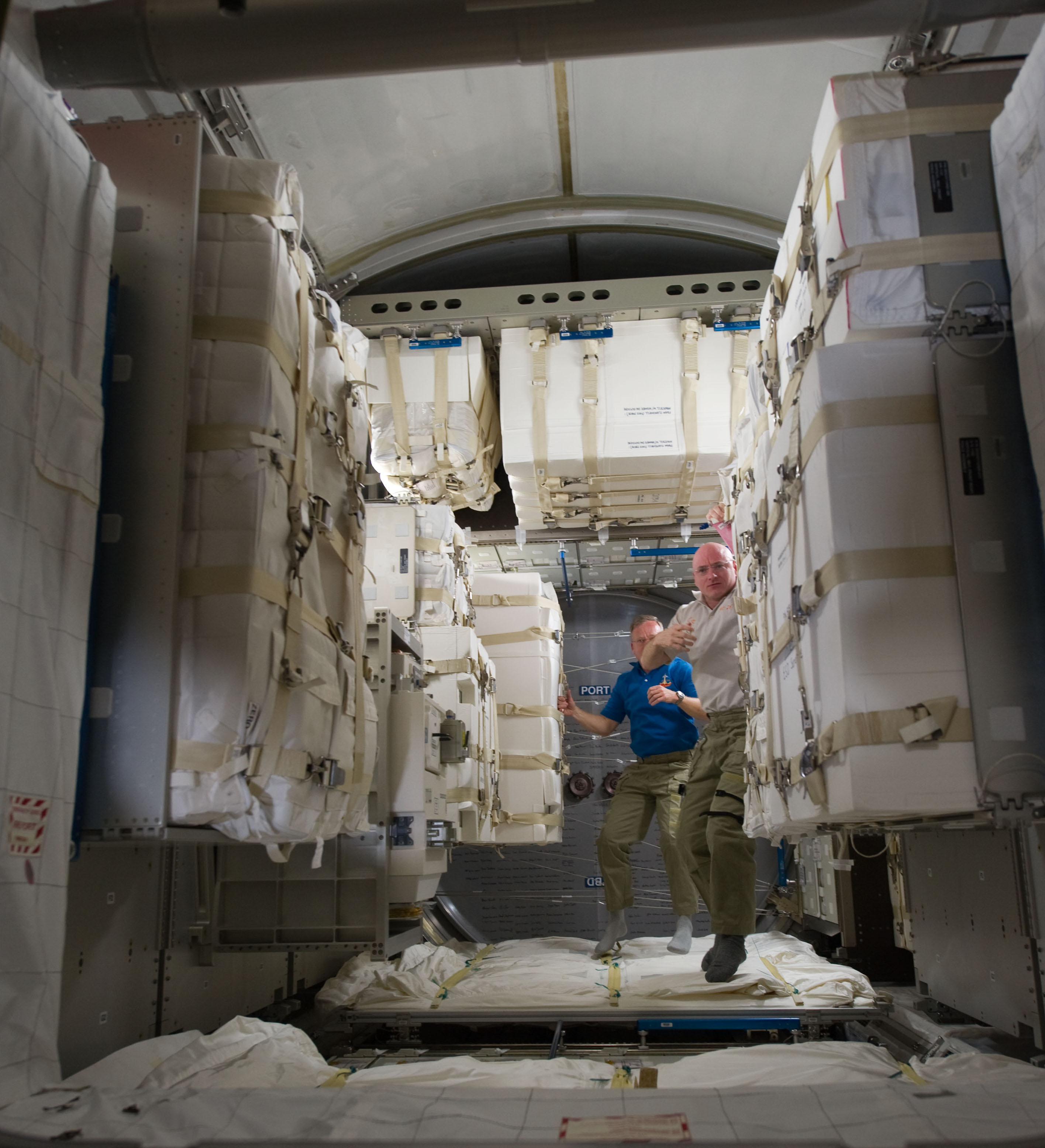
Interior de Leonardo.

El Módulo Permanente Multipropósito Leonardo o PMM (siglas del inglés Permanent Multipurpose Module) es un módulo de la Estación Espacial Internacional (EEI). Fue llevado al espacio a bordo del Transbordador Espacial en la misión STS-133 el 24 de febrero de 2011 e instalado el 1 de marzo. Leonardo se utiliza principalmente para almacenamiento de repuestos, suministros y basura de la EEI, que hasta ese momento se guardaba en varios sitios dispersados por la estación. También es la zona donde los astronautas del Segmento Orbital Estadounidense cuidan su higiene personal. El PMM Leonardo fue un Módulo Logístico Multi Propósito (MPLM) antes de 2011, pero después fue modificado a su configuración permanente. Anteriormente era uno de los dos MPLM utilizados para llevar carga a y desde la EEI a bordo del Transbordador Espacial. El módulo fue nombrado en honor al polímata italiano Leonardo da Vinci.

## Propuestas anteriores
Una propuesta europea sugirió equipar el MPLM Donatello con protecciones mejoradas contra micrometeoritos y basura espacial y sistemas de refrigeración avanzados y dejarlo acoplado a la EEI tras la retirada de la flota de transbordadores. El coste de las modificaciones del MPLM se estimó entre 20 y 40 millones de dólares por unidad. El MPLM pasaría a llamarse Módulo Multipropósito Permanente (PMM, Permanent Multipurpose Module), y serviría de almacén en la EEI permitiendo que las misiones de abastecimiento estuviesen más espaciadas en el tiempo. La propuesta fue rechazada por la NASA debido a que necesitaría de un cambio a los planes existentes y costes adicionales. Sin embargo, las conversaciones internas continuaron y los gestores consideraron la posibilidad de que la STS-133, que por aquel entonces iba a ser la última misión del Transbordador Espacial, dejase su MPLM permanentemente acoplado a la estación. La United Launch Alliance también publicó una propuesta para un sistema que permitiría el lanzamiento de módulos adicionales de la EEI en un EELV incluso tras la retirada del transbordador.
El 5 de agosto de 2009 se anunció que efectivamente la STS-133 dejaría un MPLM permanentemente acoplado. En octubre de 2009 se confirmó que el elegido para convertirse en PMM sería el MPLM Leonardo . Fue lanzado el 24 de febrero de 2011. El PMM fue transferido a la estación utilizando el brazo robótico del transbordador y acoplado al puerto nadir del Unity.
El 27 de mayo de 2015 a las 13:08 UTC, el PMM fue reubicado desde el puerto nadir del módulo Unity al frontal del Tranquility. Este cambio se realizó para permitir el uso del puerto nadir del Unity como puerto de atraque para naves de carga, que a su vez libera el puerto cénit del Harmony para las naves del Programa de Tripulación Comercial.
Tras la recolocación del Leonardo desde el Unity al Tranquility (que es donde se encuentra el baño) además de su función como almacén pasó a utilizarse como zona de higiene personal para los astronautas del Segmento Orbital Estadounidense. Los astronautas disponen así de un lugar donde lavarse y cambiarse de ropa con privacidad.

## Modificaciones

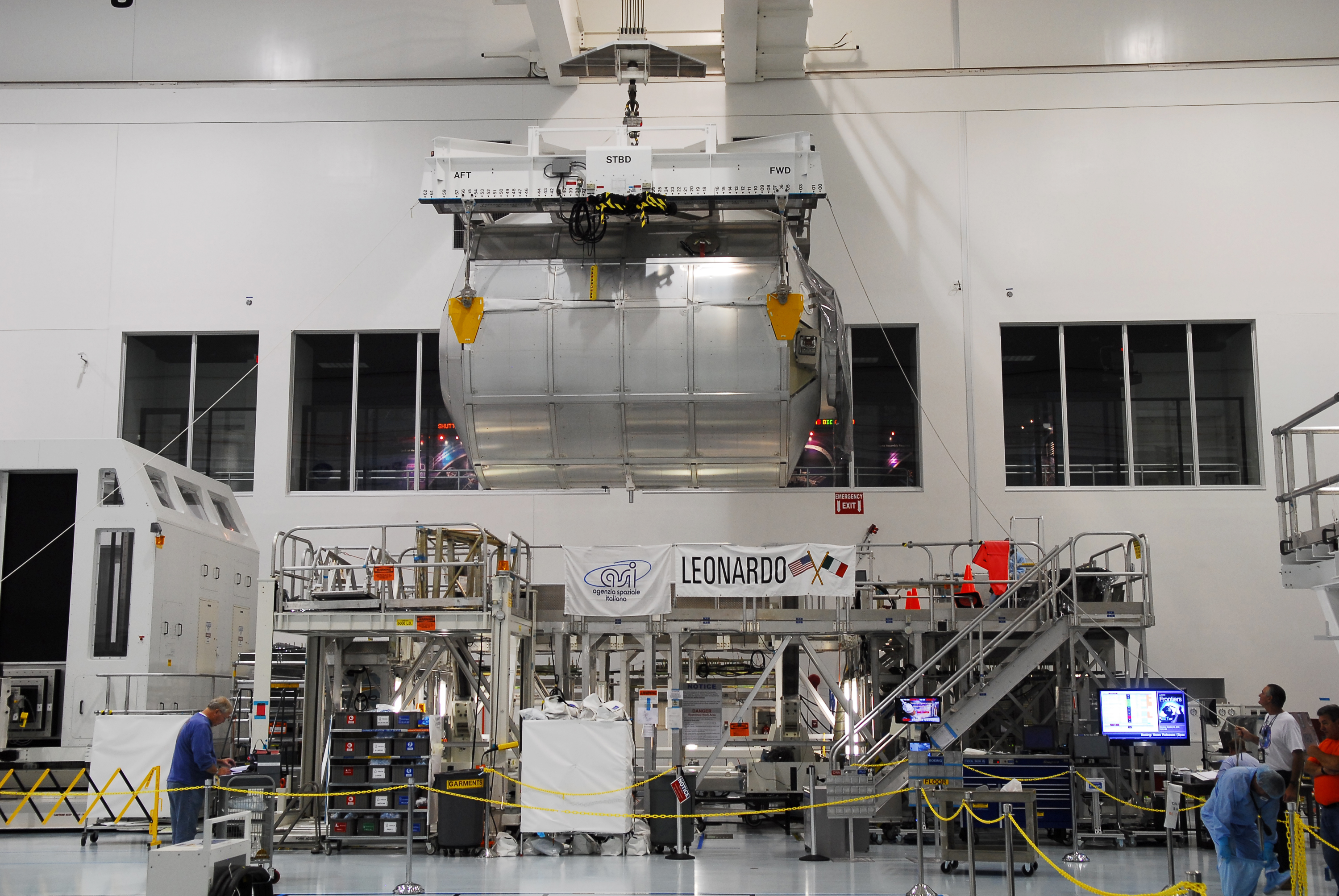
PMM Leonardo en la Space Station Processing Facility (SSPF).

Tras su vuelta a la Tierra el 20 de abril de 2010 al finalizar la misión STS-131, el Leonardo fue trasladado a las Instalaciones de Procesamiento de la Estación Espacial (SSPF) del Centro espacial John F. Kennedy en Florida para recibir las modificaciones necesarias. Para convertir el MPLM Leonardo en PMM, la NASA hizo las siguientes modificaciones: retirada del gancho +Y (FRGF, Flight Releasable Grapple Fixture), retirada de componentes del ROFU (Remotely Operated Fluid Umbilical), reemplazo del sello del CBM, instalación de nuevos escudos para el cono frontal e instalación de retro-reflectores para vehículos visitantes.
Además, las placas de aislamiento multicapa (MLI) del Donatello se utilizaron en el Leonardo. Fueron retiradas, enviadas a Italia para ser reforzadas con Nextel/Kevlar como protección frente a micrometeoritos y luego instaladas en aproximadamente dos tercios de la superficie del Leonardo.
La masa del PMM Leonardo es de 9896 kg.

## MPLM

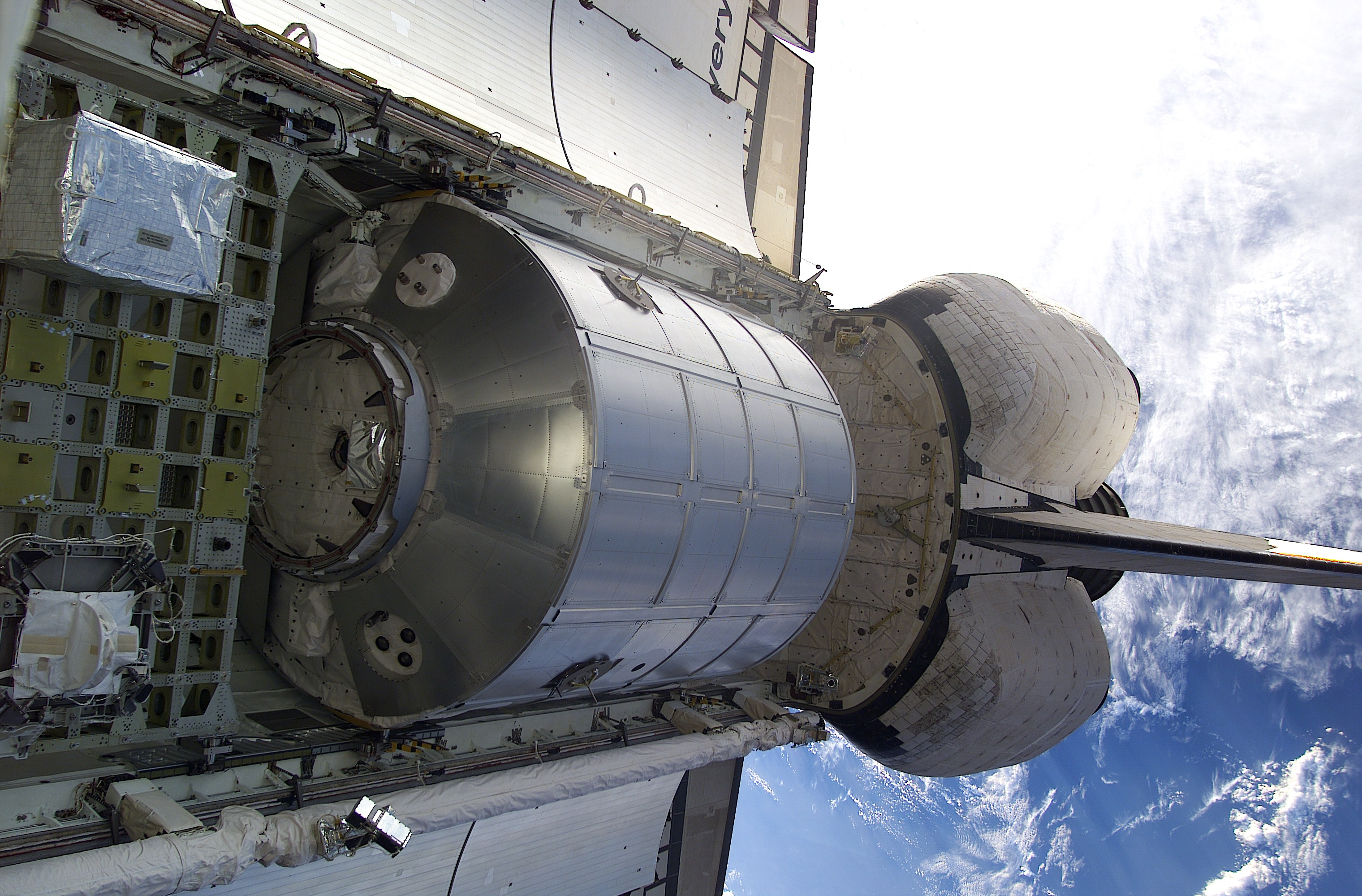
El MPLM Leonardo en la bahía de carga del Discovery visto desde la EEI. Fotografía tomada por un astronauta con una cámara digital el 10 de marzo de 2001 durante la misión STS-102.

El MPLM Leonardo, también conocido como MPLM-1, fue uno de los tres Módulos Logísticos Multi Propósito que fueron operados por la NASA para transferir suministros y equipamiento a y desde la Estación Espacial Internacional. Leonardo fue utilizado en ocho de las doce misiones de los MPLM a la estación espacial, con el Raffaello siendo utilizado en las otras cuatro. Fue el primer MPLM en ser lanzado, siendo su primer vuelo a bordo del Transbordador Espacial Discovery en marzo de 2001 durante la misión STS-102. Tras su último vuelo como MPLM en la STS-131 en abril de 2010 y la conversión a PMM fue lanzado a bordo del Discovery en la STS-133 para pasar a ser un componente permanente de la estación.
Como el resto de Módulos de Logística Multi Propósito, fue construido por la Agencia Espacial Italiana, que decidió ponerle el nombre de Leonardo da Vinci. La construcción comenzó en abril de 1996, y el módulo fue entregado a la NASA en el Centro Espacial John F. Kennedy en agosto de 1998 por un Airbus Beluga.

### Vuelos
| Misión  | Orbitador | Lanzamiento (UTC)       | Aterrizaje (UTC)         | Notas                                                    |
| ------- | --------- | ----------------------- | ------------------------ | -------------------------------------------------------- |
| STS-102 | Discovery | 8 de marzo de 2001      | 21 de marzo de 2001      |                                                          |
| STS-105 | Discovery | 10 de agosto de 2001    | 22 de agosto de 2001     |                                                          |
| STS-111 | Endeavour | 5 de junio de 2002      | 19 de junio de 2002      |                                                          |
| STS-121 | Discovery | 4 de julio de 2006      | 17 de julio de 2006      |                                                          |
| STS-126 | Endeavour | 15 de noviembre de 2008 | 30 de noviembre de 2008  |                                                          |
| STS-128 | Discovery | 29 de agosto de 2009    | 11 de septiembre de 2009 |                                                          |
| STS-131 | Discovery | 5 de abril de 2010      | 20 de abril de 2010      |                                                          |
| STS-133 | Discovery | 24 de febrero de 2011   | N/A                      | Leonardo fue dejado en la estación pasando a ser el PMM. |